# Lövtrattskivling
Lövtrattskivling (Clitocybe phyllophila) är en svampart som först beskrevs av Christiaan Hendrik Persoon, och fick sitt nu gällande namn av Paul Kummer 1871. Lövtrattskivling ingår i släktet Clitocybe och familjen Tricholomataceae.  Arten är reproducerande i Sverige. Inga underarter finns listade i Catalogue of Life.
I den svenska databasen Dyntaxa används istället namnet Clitocybe regularis för samma taxon.  Arten är reproducerande i Sverige.
Den växer i fuktig löv- och blandskog. Den är mycket giftig och innehåller det farliga ämnet Muskarin. Den kan vara lik mjölskivlingen och kan skiljas åt på doften att den har en sötaktig, fruktig doft och aldrig mjölliknande. Fotbasen är mer svullen och täckt av förna. Även har lövtrattskivling vita sporer medan mjölskivling har rosa sporer. Man kan göra att sporprov för att vara mer säker. 

## Källor

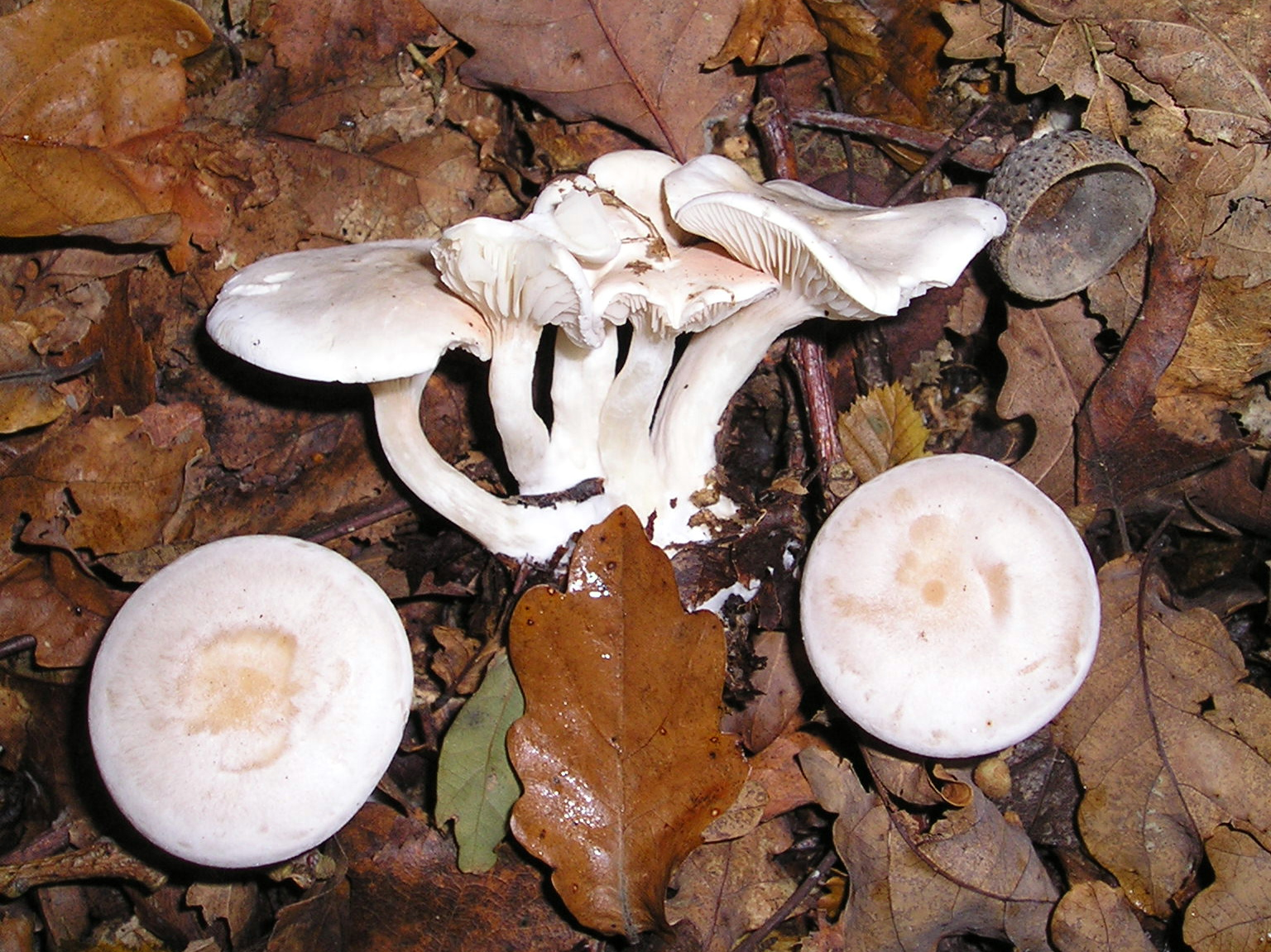
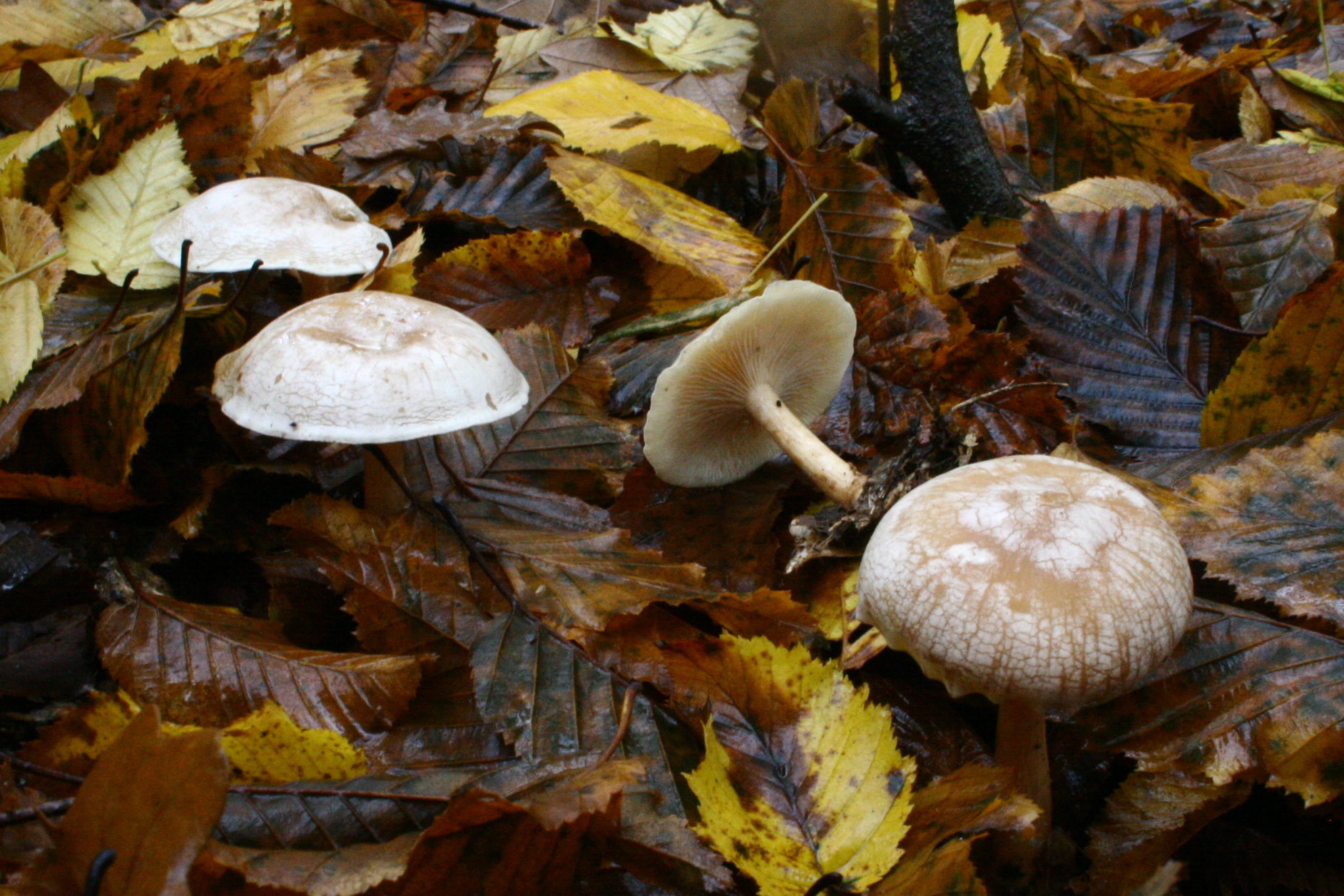
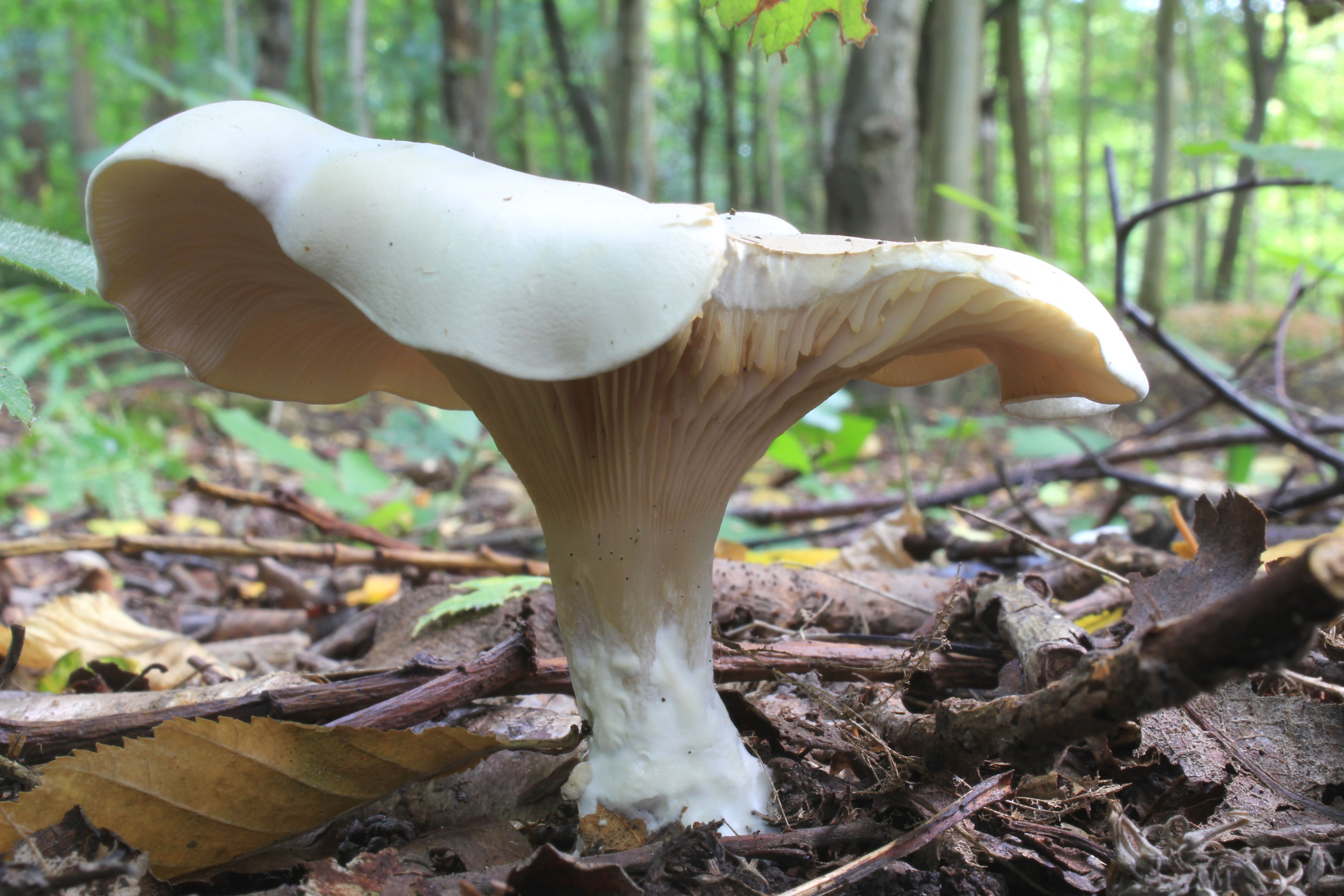
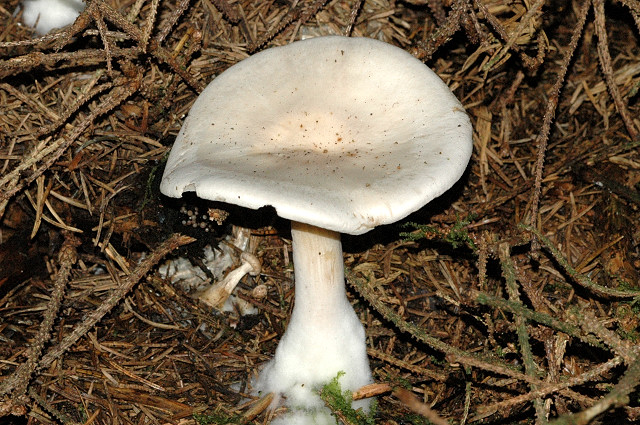
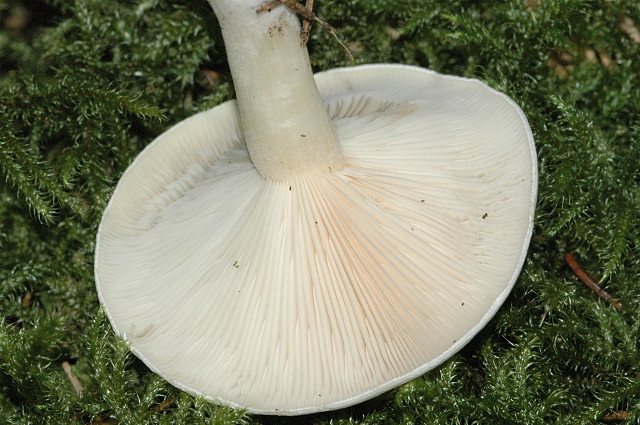
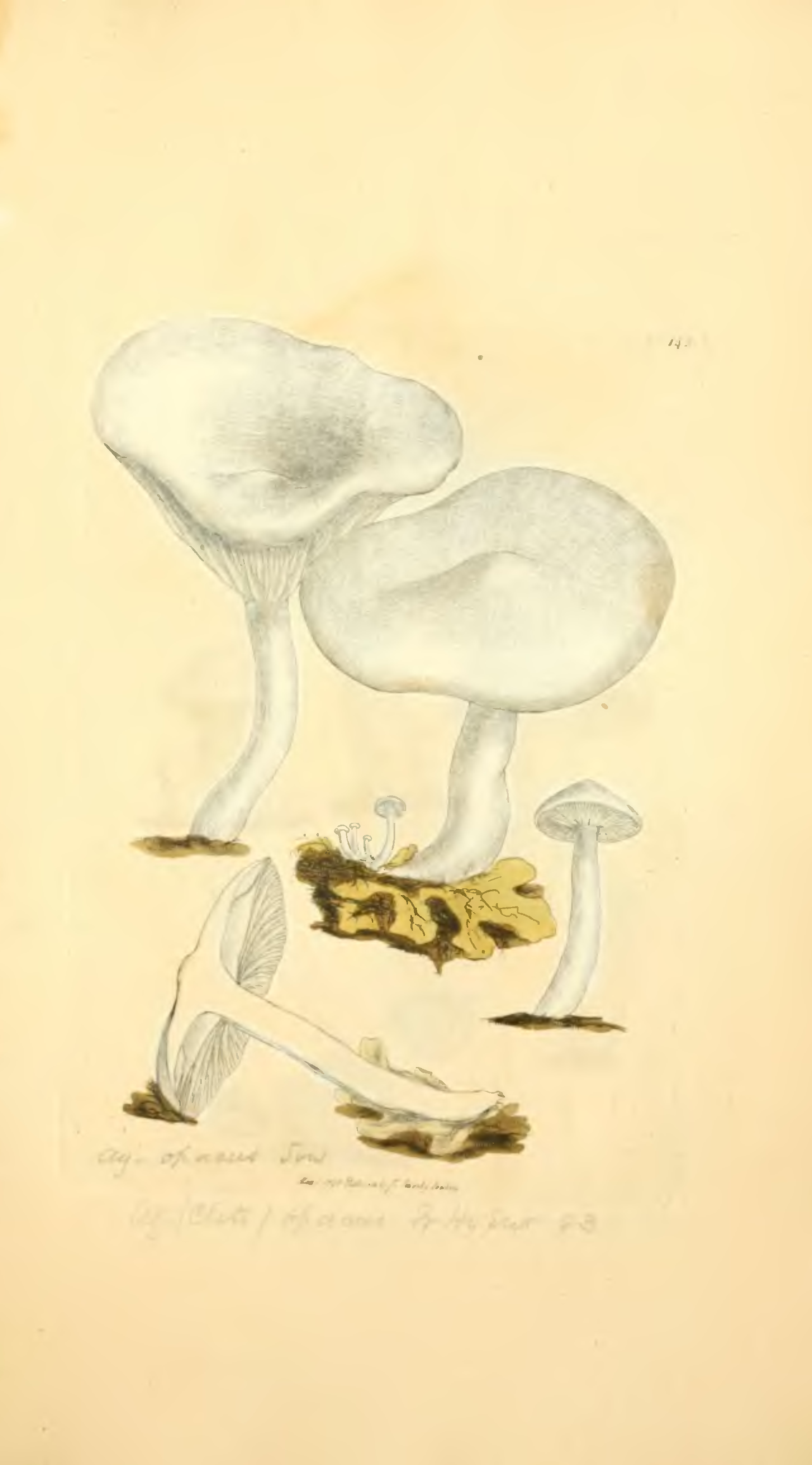
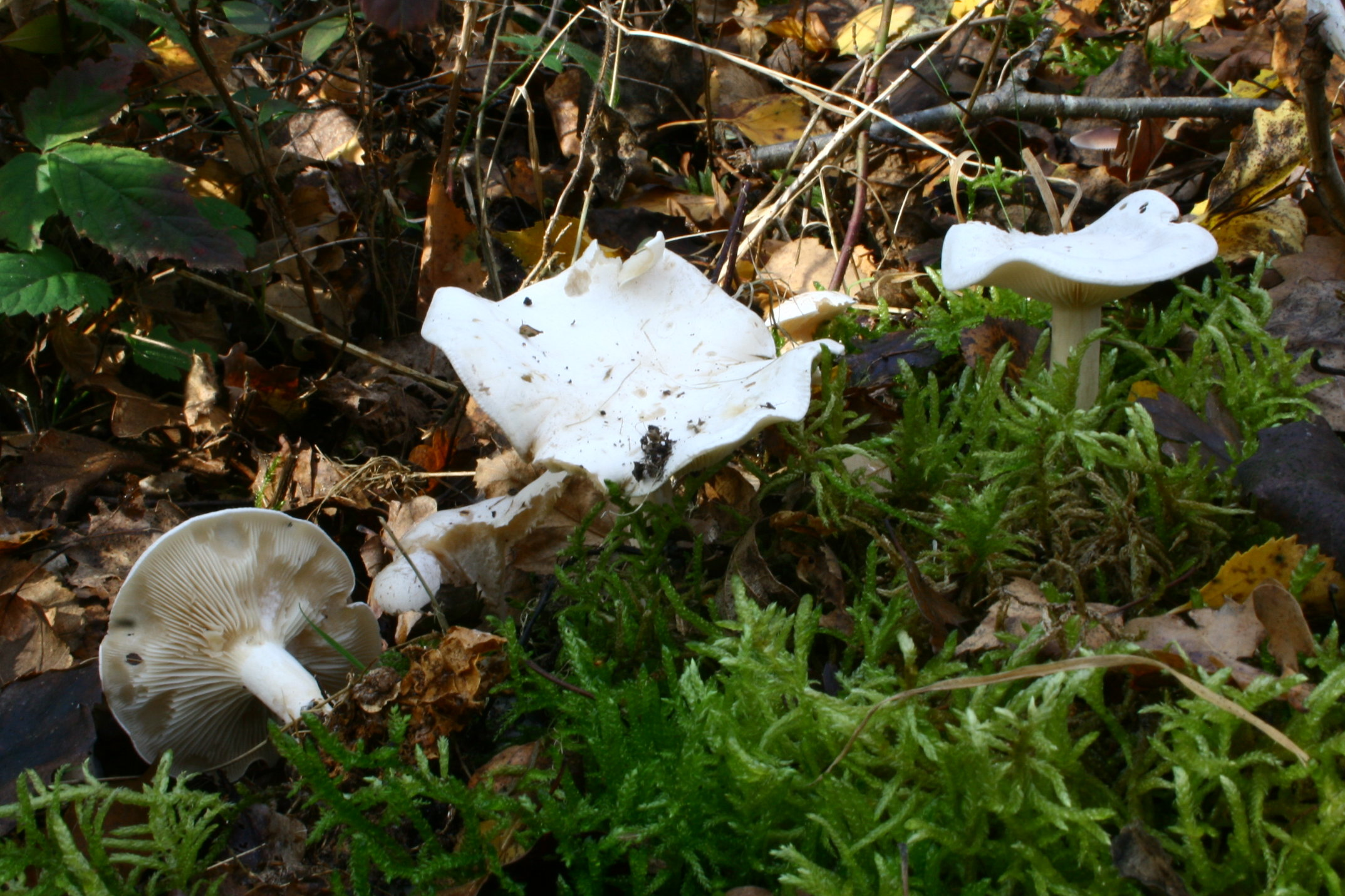
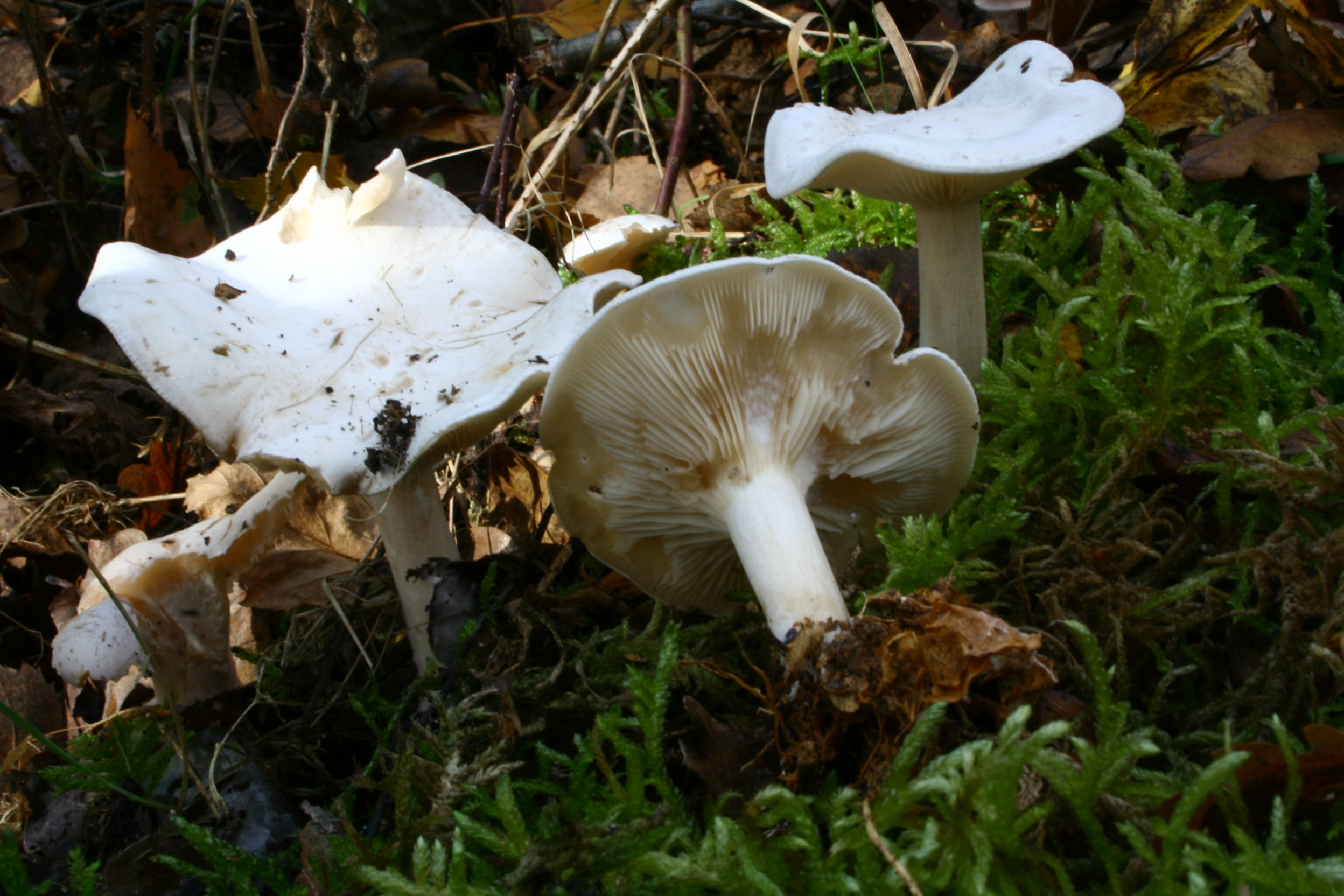